# Miho Hamada
Miho Hamada (* um 1947) ist eine japanische Tischtennisspielerin mit Erfolgen in den 1960er und 1970er Jahren. Sie ist Weltmeisterin im Doppel.

## Werdegang
Mit der japanischen Mannschaft wurde Tokio Tasaka bei den Asienmeisterschaften 1970 und 1972 Zweiter. Von 1969 bis 1973 nahm sie an drei Weltmeisterschaften teil. Ihren größten Erfolg feierte sie dabei 1973, als sie im Doppel mit der Rumänin Maria Alexandru Weltmeister wurde. Im Endspiel gewannen sie gegen Pao Chou/Mei Lin aus China. Drei WM-Bronzemedaillen holte sie noch, 1969 im Einzel, 1971 im Doppel mit Yukie Ōzeki und 1973 mit der japanischen Mannschaft. Bei den German Open (Tischtennis) siegte sie 1973/74 in München im Doppel mit Maria Alexandru.
In der ITTF-Weltrangliste belegte sie Mitte 1969 Platz sechs.

## Turnierergebnisse
| Verband | Veranstaltung           | Jahr | Ort      | Land | Einzel        | Doppel        | Mixed         | Team |
| ------- | ----------------------- | ---- | -------- | ---- | ------------- | ------------- | ------------- | ---- |
| JPN     | Asienmeisterschaft ATTU | 1972 | Beijing  | CHN  | Viertelfinale | Viertelfinale | Viertelfinale | 2    |
| JPN     | Asienmeisterschaft TTFA | 1970 | Nagoya   | JPN  | Halbfinale    | Viertelfinale | Viertelfinale | 2    |
| JPN     | Weltmeisterschaft       | 1973 | Sarajevo | YUG  | letzte 64     | Gold          | Scratched     | 3    |
| JPN     | Weltmeisterschaft       | 1971 | Nagoya   | JPN  | letzte 16     | Halbfinale    | letzte 64     |      |
| JPN     | Weltmeisterschaft       | 1969 | München  | FRG  | Halbfinale    | letzte 16     | letzte 64     |      |